# Guarea guentheri
Guarea guentheri är en tvåhjärtbladig växtart som beskrevs av Hermann August Theodor Harms. Guarea guentheri ingår i släktet Guarea och familjen Meliaceae. Inga underarter finns listade i Catalogue of Life.